# Sticherus remotus
Sticherus remotus är en ormbunkeart som först beskrevs av Georg Friedrich Kaulfuss, och fick sitt nu gällande namn av Chrysler. Sticherus remotus ingår i släktet Sticherus och familjen Gleicheniaceae. Inga underarter finns listade.